# SV 09 Staßfurt
SV 09 Staßfurt is een Duitse voetbalclub uit Staßfurt, Saksen-Anhalt.

## Geschiedenis
De club werd op 12 april 1909 opgericht als FC Hohenzollern Staßfurt. De naam werd gekozen ter ere van het Duitse keizershuis. Na de val van het keizerrijk werd de naam in 1918 gewijzigd in SV 09 Staßfurt-Leopoldshall. De club was buiten voetbal ook actief in atletiek, boksen, handbal, gymnastiek en wandelen, tegenwoordig is dat enkel voetbal.
De club was aangesloten bij de Midden-Duitse voetbalbond. Vanaf begin jaren twintig speelde de club in de tweede klasse van de Kreisliga Elbe. In 1922 werd de club groepswinnaar, maar verloor dan van stadsrivaal VfB Staßfurt en plaatste zich zo niet voor de promotie-eindronde. In 1923 werd de club ondergebracht in de nieuwe competitie van Elbe-Bode. De club werd drie jaar op rij kampioen en stootte in de Midden-Duitse eindronde telkens op FC Germania Halberstadt. Om een onbekende reden mocht de club in 1925 ondanks verlies toch naar de volgende ronde, waar ze dan verloren van FuCC Cricket-Viktoria Magdeburg. In 1927 en 1928 werd FC Viktoria 04 Güsten kampioen. Na dit laatste seizoen werd competitie ontbonden en gingen de clubs uit Staßfurt in de competitie van Midden-Elbe spelen. Na een knappe vierde plaats in het eerste seizoen degradeerde de club het jaar erop. De club werd meteen kampioen en keerde terug naar de Gauliga en eindigde twee jaar in de middenmoot. In 1933 werd de competitie geherstructureerd. De Midden-Duitse bond werd ontbonden en de vele competities werden vervangen door de Gauliga Mitte en Gauliga Sachsen. Uit Midden-Elbe plaatsten drie clubs zich voor de Gauliga en de club ging nu in de Bezirksklasse Magdeburg-Anhalt spelen. 
Na enkele plaatsen in de middenmoot degradeerde de club in 1937 naar de 1. Kreisklasse. De club beperkte de afwezigheid in de Bezirksklasse tot één seizoen. In 1940 werden ze, zij het met grote achterstand, vicekampioen achter Fortuna Magdeburg. Na nog twee derde plaatsen werden ze zevende in 1943. Na dit seizoen werd de 1. Klasse ontbonden en vond er enkel competitie plaats in de 2. Klasse, die nu de tweede klasse vormde omdat deze regionaal verder onderverdeeld was, hier zijn geen standen meer van bekend.
Na de Tweede Wereldoorlog werden alle Duitse clubs ontbonden en in tegenstelling tot West-Duitsland mochten de Oost-Duitse clubs niet heropgericht worden. In Staßfurt werd SG Staßfurt opgericht, dat enkele keren van naam wisselde voor het een BSG werd als BSG Aktivist Staßfurt. Na de Duitse hereniging werd op 15 juli 1990 terug de oude naam aangenomen.
In 2011 degradeerde de club uit de Verbandsliga. In 2024 promoveerde de club terug in de Verbandsliga maar degradeerde na één seizoen al weer.

## Erelijst
Gauliga Elbe-Bode
1924, 1925, 1926